# Rumney Marsh Reservation
Das Gebiet Rumney Marsh Reservation ist ein als State Park ausgewiesenes Schutzgebiet in Saugus und Revere im Bundesstaat Massachusetts der Vereinigten Staaten. Der Park wird vom Department of Conservation and Recreation (DCR) verwaltet und ist Teil des Metropolitan Park System of Greater Boston.
Das mehr als 600 Acres (2,4 km²) umfassende Erholungs- und Naturschutzgebiet besteht fast vollständig aus Salzwiesen und befindet sich innerhalb des Ästuars der Flüsse Saugus River und Pines River. Insbesondere Zugvögel und Wasserlebewesen finden hier ein Rückzugsgebiet. Das DCR weist es als „Area of Critical Environmental Concern“ aus.

## Erholungs- und Freizeitaktivitäten
Im Park sind insbesondere Wassersport (Boote und Kajaks), Vogelbeobachtung, Angeln und Wandern beliebt.